# Zrębice (gromada)
Zrębice – dawna gromada, czyli najmniejsza jednostka podziału terytorialnego Polskiej Rzeczypospolitej Ludowej w latach 1954–1972.
Gromady, z gromadzkimi radami narodowymi (GRN) jako organami władzy najniższego stopnia na wsi, funkcjonowały od reformy reorganizującej administrację wiejską przeprowadzonej jesienią 1954 do momentu ich zniesienia z dniem 1 stycznia 1973, tym samym wypierając organizację gminną w latach 1954–1972.
Gromadę Zrębice z siedzibą GRN w Zrębicach utworzono – jako jedną z 8759 gromad na obszarze Polski – w powiecie częstochowskim w woj. stalinogrodzkim, na mocy uchwały nr 17/54 WRN w Stalinogrodzie z dnia 5 października 1954. W skład jednostki weszły obszary dotychczasowych gromad Krasawa, Zrębice I i Zrębice II ze zniesionej gminy Zrębice w tymże powiecie, a także oddziały leśne nr nr 96–109, 128–130, 135–139 i 233 z Nadleśnictwa Złoty Potok. Dla gromady ustalono 9 członków gromadzkiej rady narodowej.
20 grudnia 1956 województwo stalinogrodzkie przemianowano (z powrotem) na katowickie.
31 grudnia 1961 gromadę zniesiono, a jej obszar włączono do gromady Olsztyn w tymże powiecie.
Uwaga: Nie mylić z gromadą Zarębice w powiecie częstochowskim.